# PlayStation Home
PlayStation Home was een online community die ontwikkeld werd door de Sony Computer Entertainment studio in Londen voor de PlayStation 3 op het PlayStation Network. Het was via het menu, de Xross Media Bar (XMB), te openen. Het was gratis te gebruiken voor iedereen die een account heeft op het PlayStation Network. In Home kan de speler een eigen personage, een avatar, maken.
De ontwikkeling van Home is gestart in 2005. In de loop van 2008 werd het beschikbaar voor vele bètatesters en vanaf 11 december 2008 was het voor iedereen mogelijk om Home te gebruiken. Op 1 april 2015 werd de dienst offline gehaald en sloot daarna voorgoed zijn deuren.

## Geschiedenis
PlayStation Home begon als project voor de PlayStation 2. Het aantal gebruikers dat online speelde via de PlayStation 2 was echter erg laag en daarom is besloten om de ontwikkeling van PlayStation Home voor de PlayStation 2 stop te zetten. Na de lancering van de PlayStation 3 kwam er een gerucht dat Home ontwikkeld zal worden als online service voor de PlayStation 3. Dit werd voor het eerst genoemd tijdens een interview van de Nederlandse gamerssites NG-Gamer.
Sony kondigde op 7 maart 2007 de nieuwe service officieel aan tijdens een speech op de Game Developers Conference 2007. Het zou uitgebracht moeten worden in het najaar van 2007.
Home werd vele keren uitgesteld en uitgebreid voordat het echt voor het grote publiek werd uitgebracht.
Sony deelde veel uitnodigingen uit aan PSN-gebruikers om Home te testen. Zo kregen winnaars van een wekelijks Warhawk-evenement een gratis uitnodiging.
In juli 2008 werden er meer uitnodigingen verstuurd naar PSN-gebruikers in Japan en Noord-Amerika die het Home-thema hadden gedownload uit de PlayStation Store. SCEE en SCEHK deden hetzelfde, maar hiervoor hoefden gebruikers niet het Home-thema te downloaden en installeren. Gebruikers in Hongkong die voor meer dan 60 dollar (HK$) kochten in de PlayStation Store tussen 29 augustus en 12 september 2008 kregen ook een uitnodiging.
In November 2008, SCEA invited annual Qore subscribers.
De "Open Beta" is gestart op 11 december 2008. Dit is 14 maanden later dan eigenlijk gepland was. De Open Beta was voor elke PSN-gebruiker te gebruiken. In februari 2009 werd bekend dat Home meer dan 4 miljoen keer gedownload was. In mei 2009 meldde Sony dat "Home" gedownload was door 6.5 miljoen gebruikers, waarvan 85% terug bleef komen.
Jack Buser, medewerker van Sony Computer Entertainment America, heeft gezegd dat Home de komende tijd nog in bètafase blijft omdat Home eigenlijk nog niet af is. Er zullen in de toekomst steeds meer functies aan worden toegevoegd.

## Beveiliging
Sony zegt dat het streng toekijkt op het gedrag van gebruikers in Home. Een grote hoeveelheid scheldwoorden werd automatisch gecensureerd in berichten die gebruikers naar elkaar konden schrijven. Administrators konden daarnaast het IP-adres van iemand die de regels overtrad blokkeren, zodat deze gebruiker Home niet meer kon gebruiken.
Daarnaast konden gebruikers zelf onjuist gedrag melden bij moderators via het PlayStation Home Safe Screen. Ook konden gebruikers zelf anderen blokkeren, wanneer zij lastiggevallen werden.